# Marc Alexandre
Marc Alexandre, född den 30 oktober 1959 i Paris, Frankrike, är en fransk judoutövare.
Han tog OS-brons i herrarnas halv lättvikt i samband med de olympiska judotävlingarna 1984 i Los Angeles.
Han tog därefter OS-guld i herrarnas lättvikt i samband med de olympiska judotävlingarna 1988 i Seoul.